# Sperrstelle Bözberg

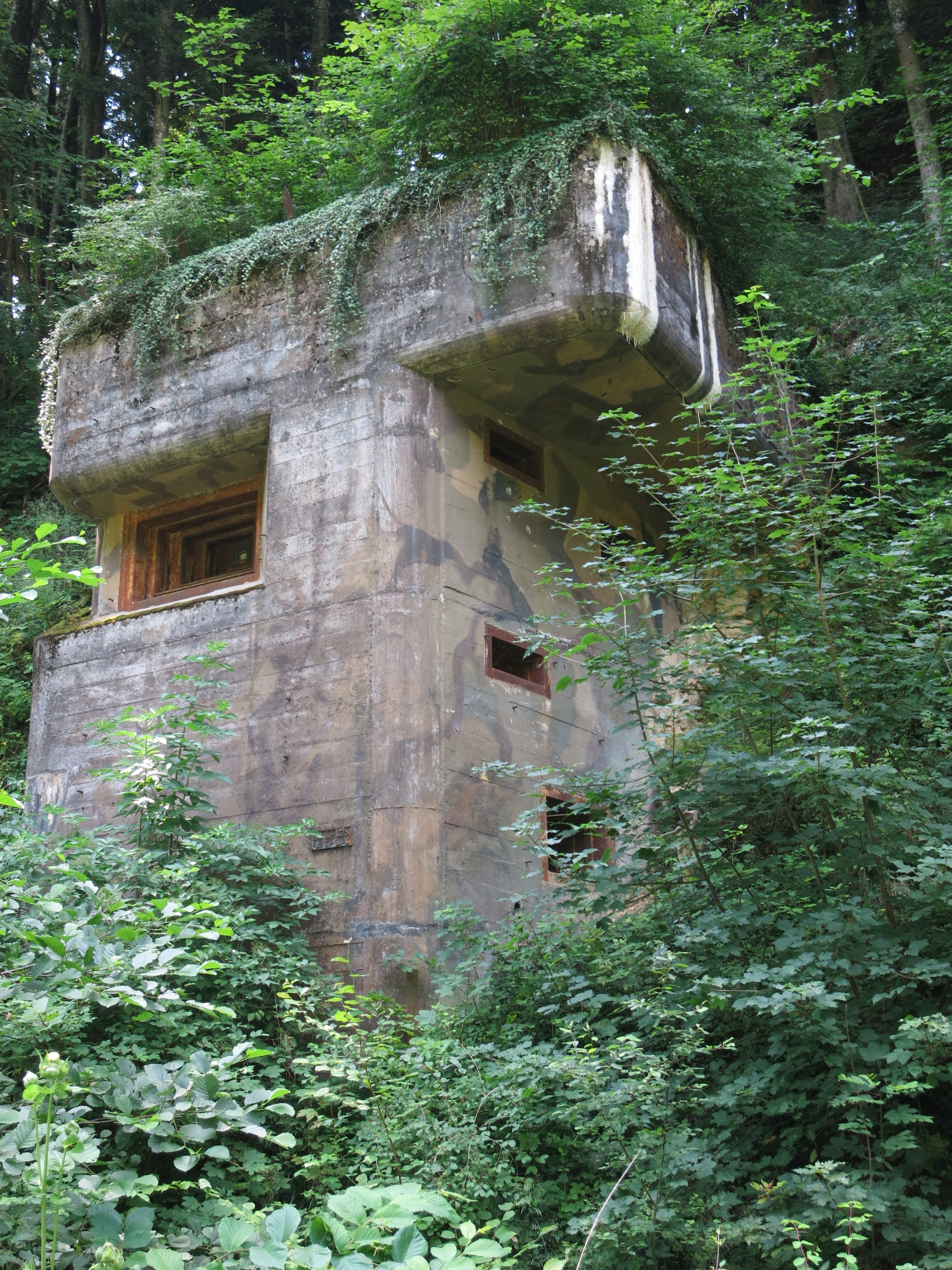
Infanteriebunker Sägemülital A 3951

Die Sperrstelle Bözberg war eine Grenzbefestigung der Schweizer Armee. Sie erstreckt sich über den Tafeljura des Bözbergs sowie rund um den Bözbergpass, gehörte zur Grenzbrigade 5 und war Teil der vierten Verteidigungslinie hinter dem Rhein.

## Geschichte
Die zwei Maschinengewehrwerke, die 1936 bei der neuen Strassenbrücke Felsenau–Koblenz in den Widerlagern eingebaut wurden, waren die ersten schweren Waffenstände seit der Einstellung des Befestigungsbaus der Schweizer Armee am Ende des Ersten Weltkriegs. Damit begann ein intensiver Befestigungsbau an den Übergängen am und hinter dem Rhein (Grenzbefestigung), im Tafeljura und auf den Höhen südlich der Limmatstellung sowie entlang des Kettenjuras. Mit den Sperrstellen an den Juraübergängen (Aargauer Jurastellung) wurde der Kanton Aargau bis 1945 zu einem der dichtest befestigten Gebiete der Schweiz.
Die Armeestellung 1939/40 (Limmatstellung, Fall Nord) sah den Ausbau des Hauensteingebietes und des Bözbergs zu Stützpunkten vor.
Die letzte Bauetappe war Anfang der 1980er Jahre, als zur artilleristischen Unterstützung der Sperrstellen überall in der Schweiz 12-cm-Festungsminenwerfer mit einer Reichweite von 10 km als Ersatz für die ausgemusterten Artilleriewerke gebaut wurden.

## Sperrstelle Bözberg/Oberzeihen
Um den südlichen Zugang zum Bözberg zu sperren, wurde die Gegend des Eichwalds bei Oberzeihen mit einer Sperrstelle versehen. Neben der Sperrstelle Eichwald wurden südlich des Hombergs zwei kleinere Sperren bei Chillholz und Fälmet errichtet.
Die im Jahre 1940 errichtete Sperrstelle Eichwald umfasst insgesamt 12 Infanteriebunker unterschiedlichster Bauart mit verschiedenen Geländepanzerhindernissen (Tankmauer, BBB-Höcker (Büro für Befestigungsbauten), Drachenzähne, Schienenhindernisse). Die Bunker waren mit einer Tankbüchse bewaffnet und mit einer Sperre (GPH oder Sprengobjekt) geschützt. Die meisten Anlagen befinden sich auf dem Gelände des Armeeschiessplatzes Eichwald.
Während des Zweiten Weltkrieges gab es im Raum Eichwald acht Geschützstellungen samt Unterständen für eine Schwere Feldhaubitzenabteilung. In diesen Raum konnte das Artilleriewerk Homberg A 3962 mit seinen vier 12-cm-Haubitzen wirken.
- Infanteriebunker «Sagemülitäli» A 3951, zweistöckiger Bau mit Kavernen und Naturstollen, 1940 durch Sap Kp III/5 und Füs Kp II/46 ohne Gegenwerk im Sagemülital (Gemeinde Linn) erbaut. Sie war auf eine Panzersperre gerichtet, deren Überreste 10 Meter unterhalb beim Bachbett sichtbar sind. ⊙⊙[1][2]
- Geländepanzerhindernis GPH Eichwald T 2113 ⊙ ⊙ ⊙
- Infanteriebunker A 3952 Eichwald Rütenen: 3 Leichte Maschinengewehre (Lmg) ⊙
- Infanteriebunker A 3953 Eichwald 5: 1 Panzerabwehrkanone (Pak), 1 Maschinengewehr (Mg), 2 Lmg ⊙
- Infanteriebunker A 3954 Eichwald 4: 1 Pak, 1 Mg, 2 Lmg ⊙
- Infanteriebunker A 3955 Eichwald 3: 1 Tb, 1 Mg ⊙
- Infanteriebunker AG xxxx ⊙
- Infanteriebunker A 3956 Eichwald 6: 1 Tb, 2 Mg, 3 Lmg ⊙
- Infanteriebunker A 3957 Eichwald 2: 1 Pak, 1 Mg, 1 Lmg ⊙
- Infanteriebunker A 3958 Eichwald 1 ⊙
- Ik-Schild (Infanteriekanone) Eichwald Parkplatz A 3959 ⊙
- Ik-Schild Lochmatt A 3960 ⊙
- Ik-Schild Iberg A 3961 ⊙
- Infanteriebunker Chillholz A 3963 ⊙
- Infanteriebunker A 3964 Feldmatt Fälmet: 1 Tb, 1 Lmg ⊙
- Infanteriebunker A 3965 Unterstand Eichwald ⊙
- Panzersperre GPH Mauer Feldmatt-Fälmet ⊙
- Sprengobjekt Chillholz M 1832	⊙

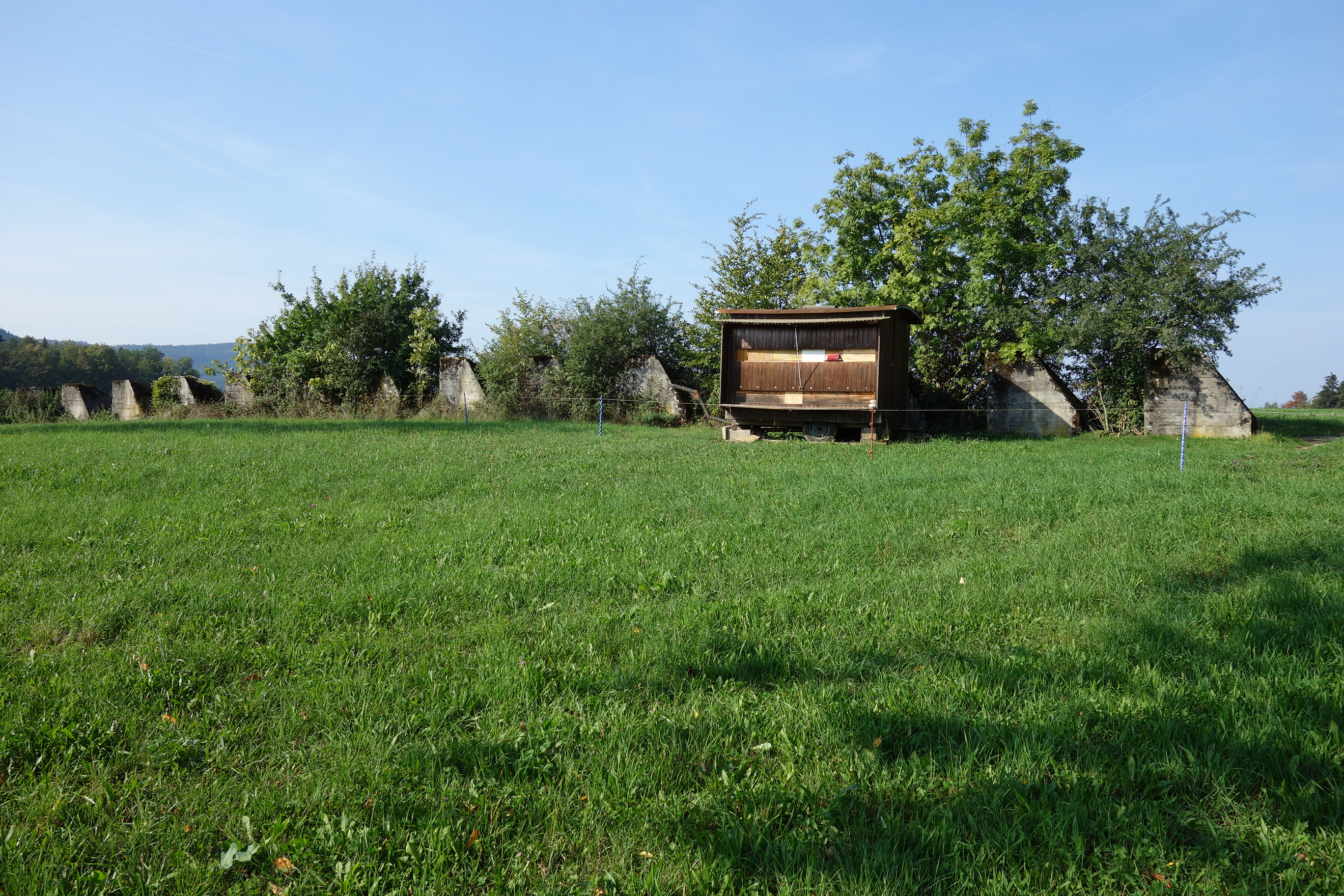
GPH Eichwald T 2113 Chleischlegli
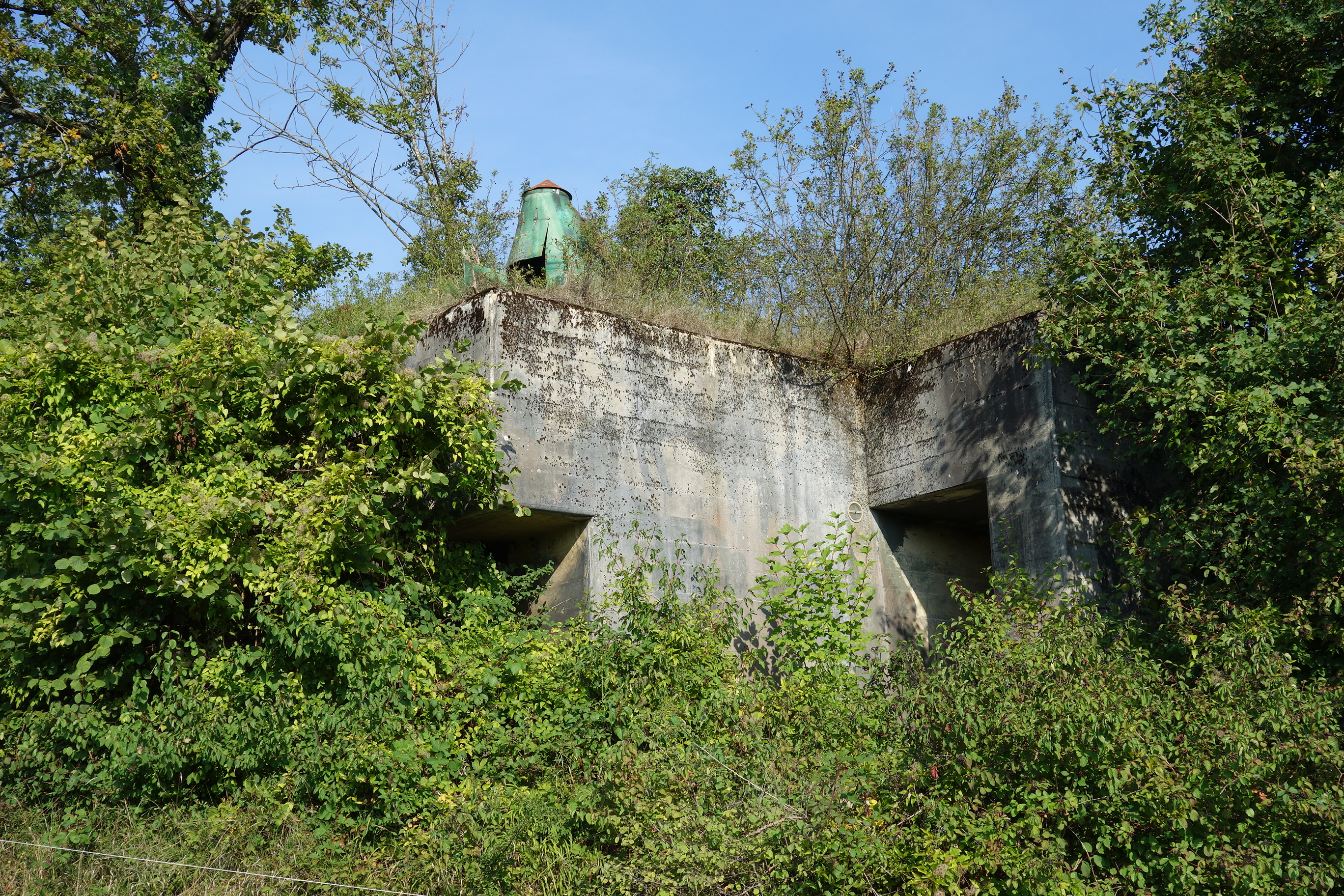
Infanteriebunker A 3953
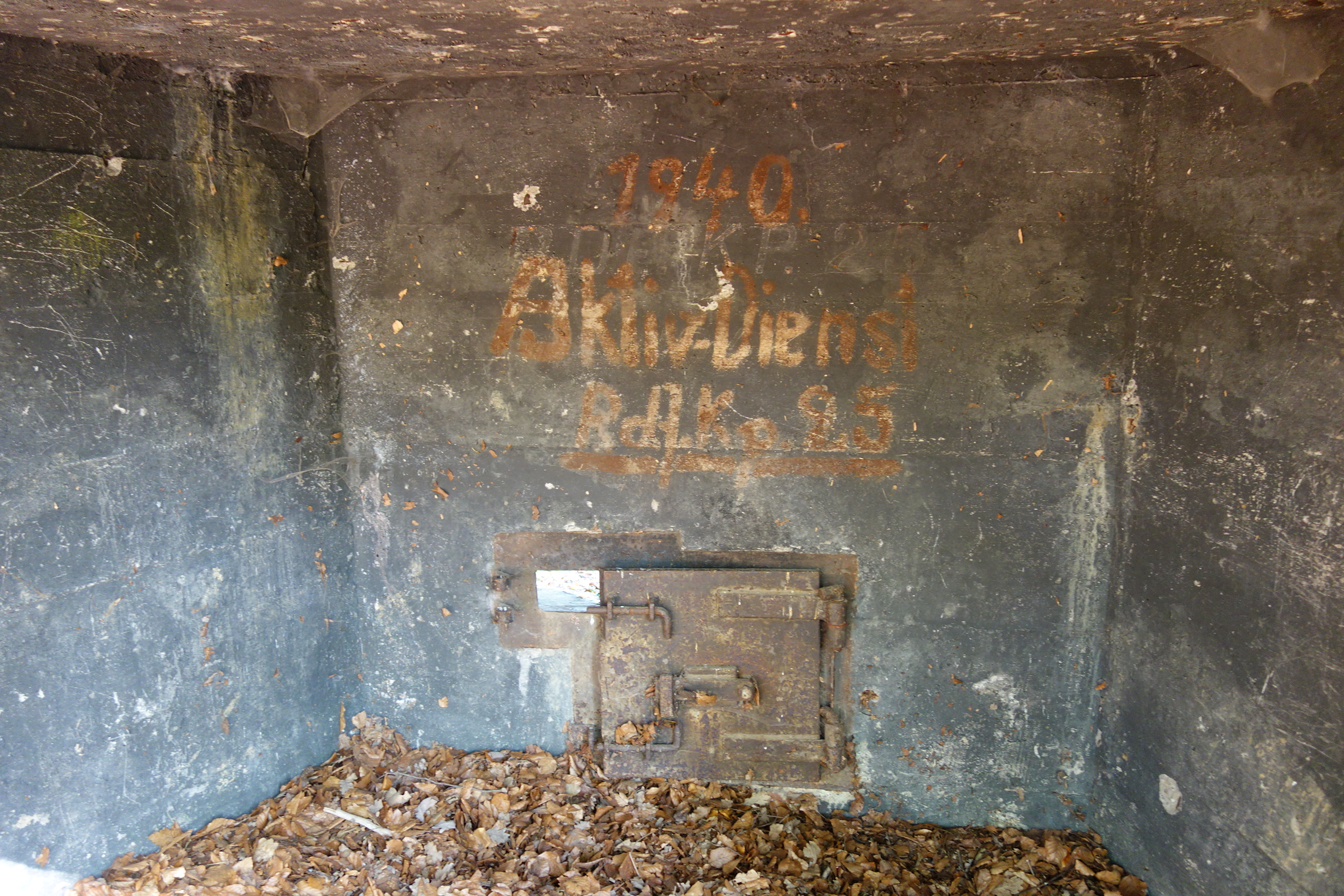
Schild Infanteriekanone A 3959
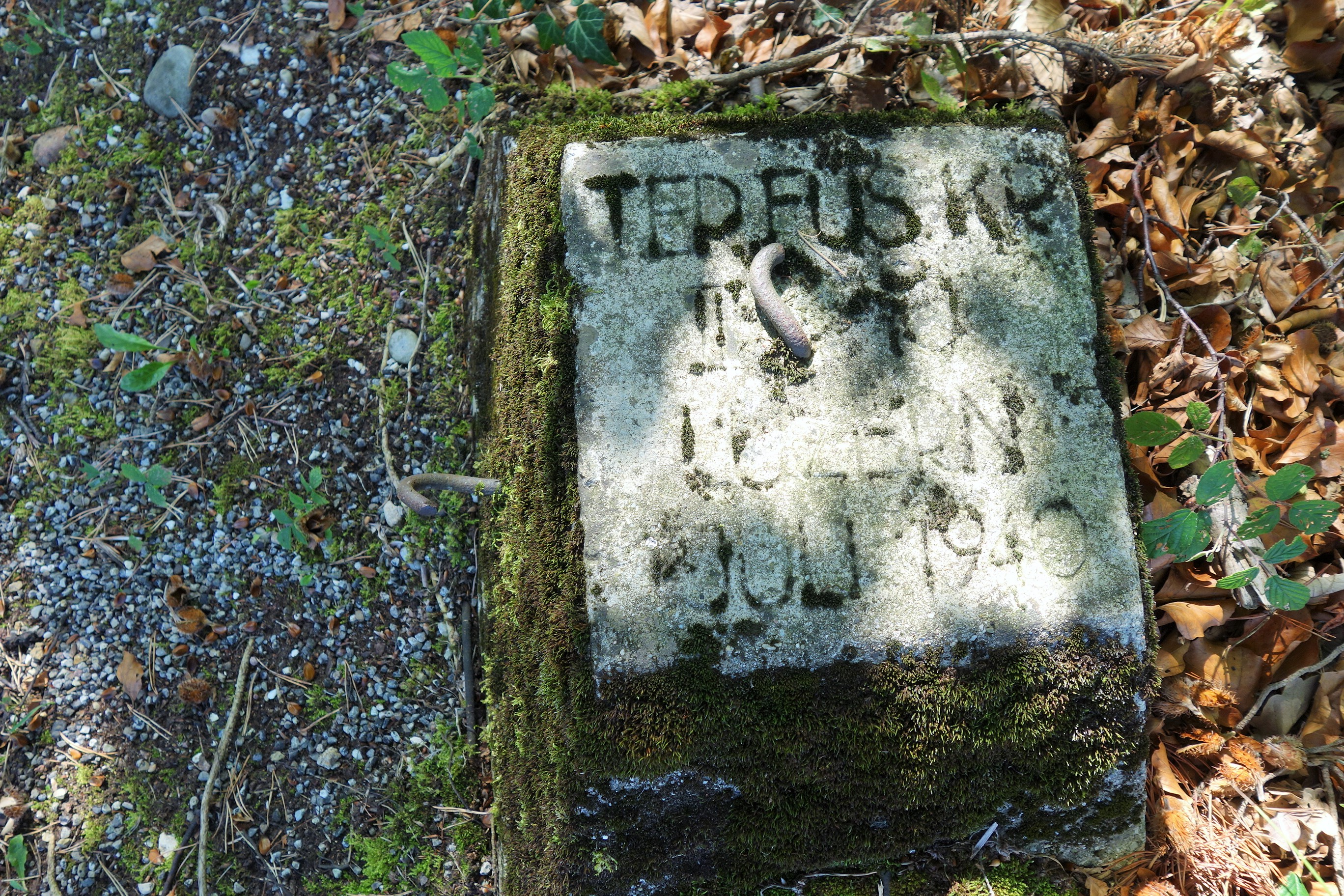
GPH Eichwald T 2133 Fondel

### Artilleriewerk Homberg

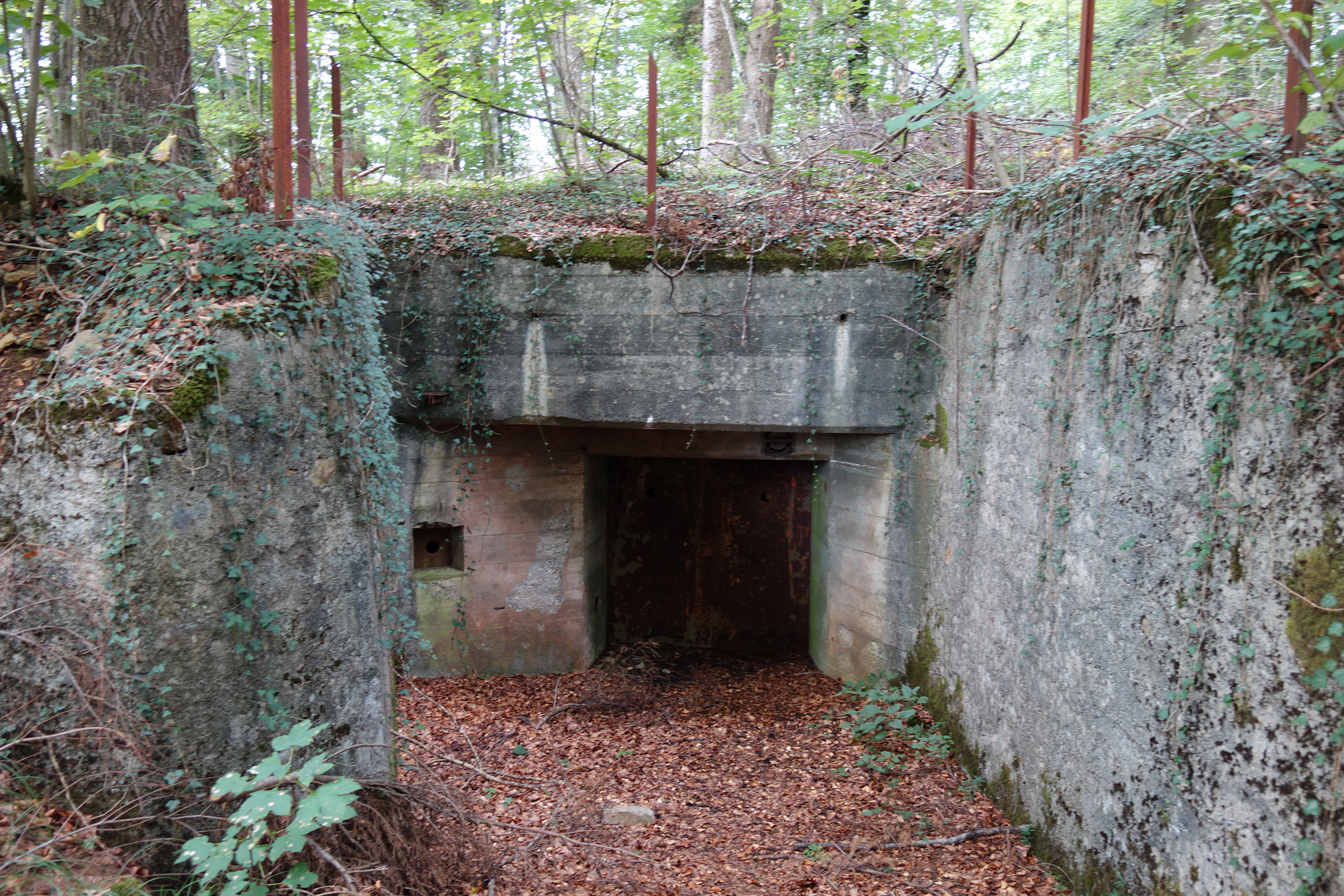
AW Homberg Eingang West

Das Artilleriewerk Homberg (Armeebezeichnung A 3962) ist ein Anfang 1940 auf dem Zeiher Homberg erbautes Stollensystem mit zwei Eingängen für vier 8,4-cm-Feldkanonen 1884 und ab 1948 vier 12-cm-Haubitzen auf Pivotlafetten. Die Truppenunterkunft befand sich in einer Baracke und ab 1950er Jahren in zwei U12-Unterständen. Es wurde 1971 ausgemustert und durch einen 12 cm Festungsminenwerfer 1959 ersetzt. ⊙

### Kommandoposten Grenzbrigade 5 Wallbach A 3966
Der Kommandoposten der Grenzbrigade 5 befand sich im Balmhübel in Wallbach, südlich der Gemeinde Villnachern. Er wurde 1940 durch das Baubüro der Grenzbrigade 5 (Festungskreis 2 Kriens) gebaut und 1943, 1961 und 1977 erweitert. 1977 wurden VOBAG-Unterstände und ein Atomschutzunterstand ASU angefügt. Mit der Armee 95 wurde der Kommandotrakt überflüssig, die Inneneinrichtung teilweise ausgebaut und Eingänge und Stollenzugänge verschlossen. Die Schaltstelle für das Brigadetelefonnetz wurde 2014 stillgelegt. 2016 wurde die Anlage vom Verein Militär- und Festungsmuseum Full-Reuenthal (VMFM) erworben. Im Aufenthalts-/Speiseraum des Kommandotrakts befindet sich die Wandmalerei «Kartoffelanbauschlacht» von René Villiger.
- Brigadekommandoposten Wallbach A 3966, Militärzentrale «Telefonschaltstelle Wallbach» mit später angefügtem Kommandotrakt
- Unterstand «VOBAG» F 5503
- Richtstrahl ASU F 5514 ⊙[4][2]

### Übermittlungszentrale Überthal A 3868
- Übermittlungszentrale (Uem Zen) «Überthal» A 3868, 1940 durch Sap Kp II/5 und Füs Bat 57 erbaut, Übermittlungszentrale der 5. Division (Oberbözberg, Gemeinde Bözberg). Im Untergeschoss befinden sich eine Küche, ein Aufenthaltsraum und Pritschen für 6 bis 12 Mann. ⊙[2]

### Kommandoposten Überthal/Riedacker A 3869
- Regimentskommandoposten «Überthal/Rüedacker» A 3869: 1940 durch die Arb Kp 204 «La compagnie jurasienne» erbaut, diente als Kommandoposten des Inf Rgt 23 sowie der Feld Art Abt 13 (Gemeinde Bözberg). ⊙[2]

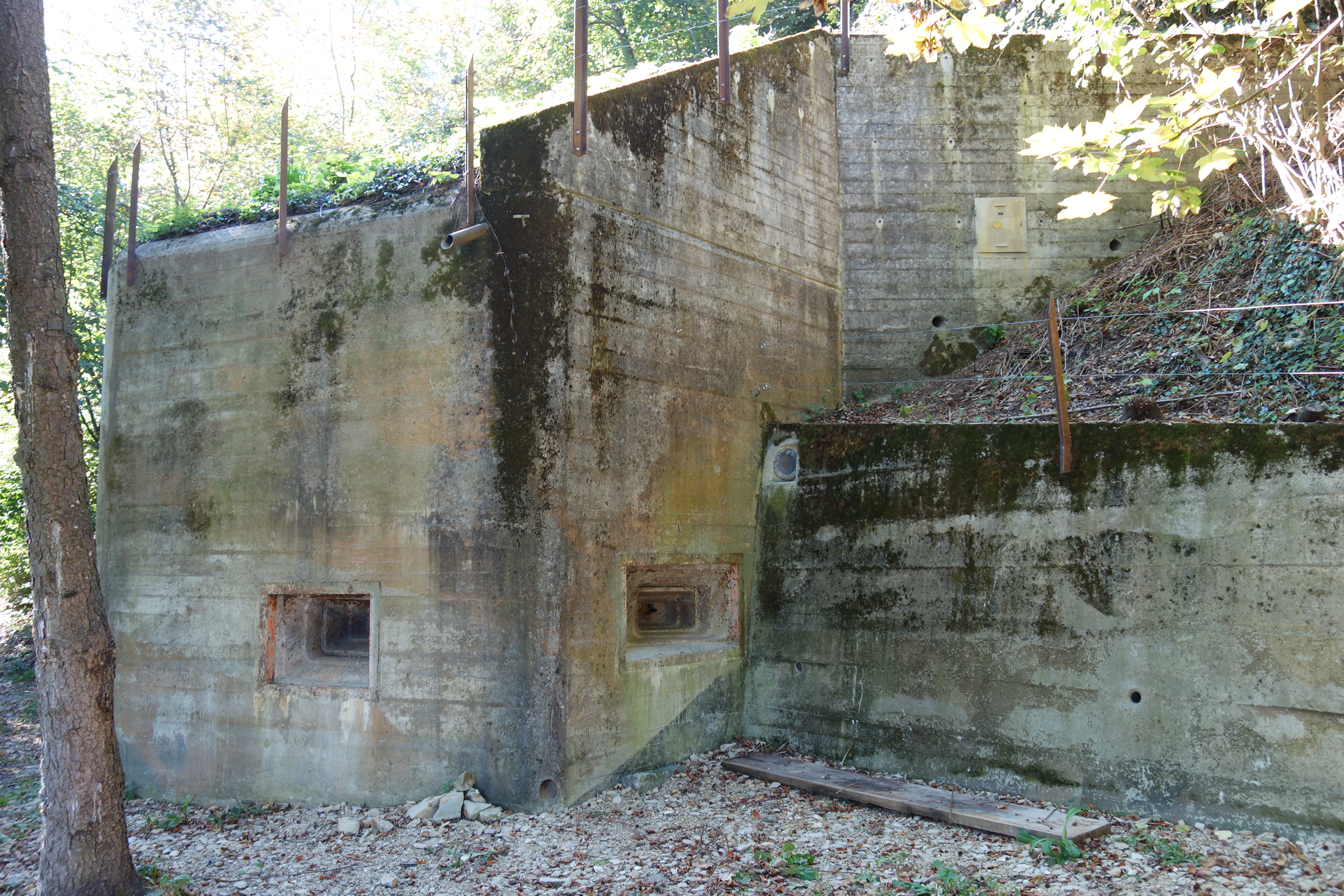
Brigadekommandoposten Wallbach A 3966
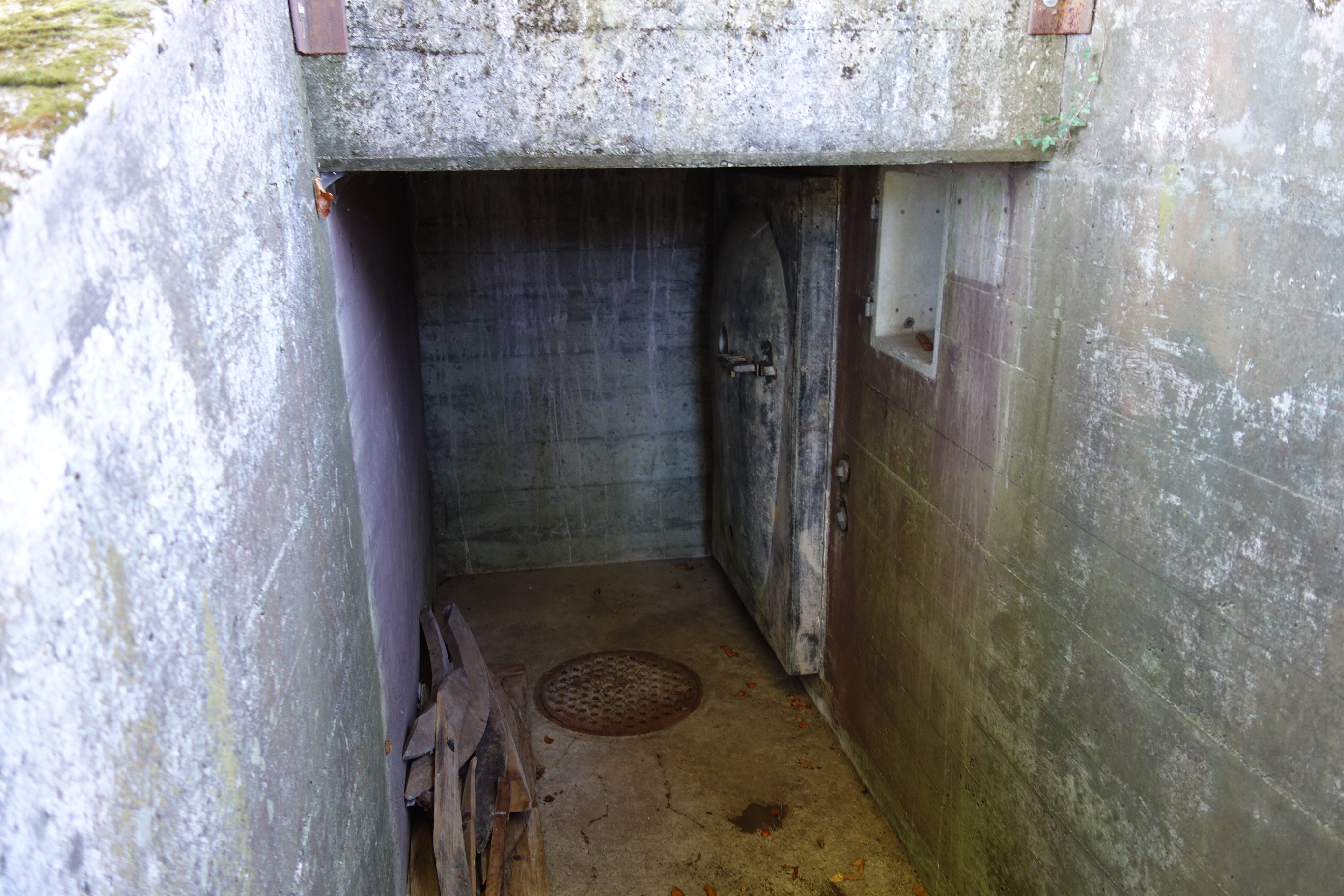
Vobag Wallbach F 5503
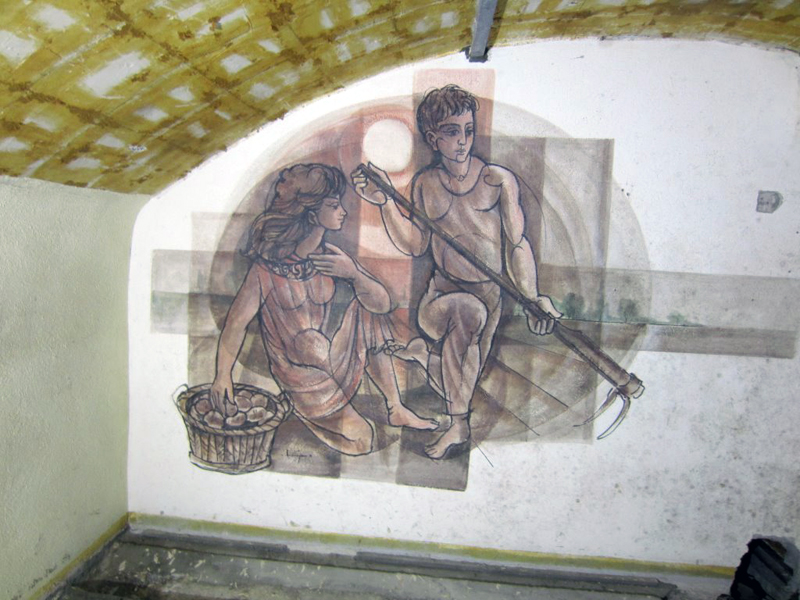
Wandmalerei im Speiseraum
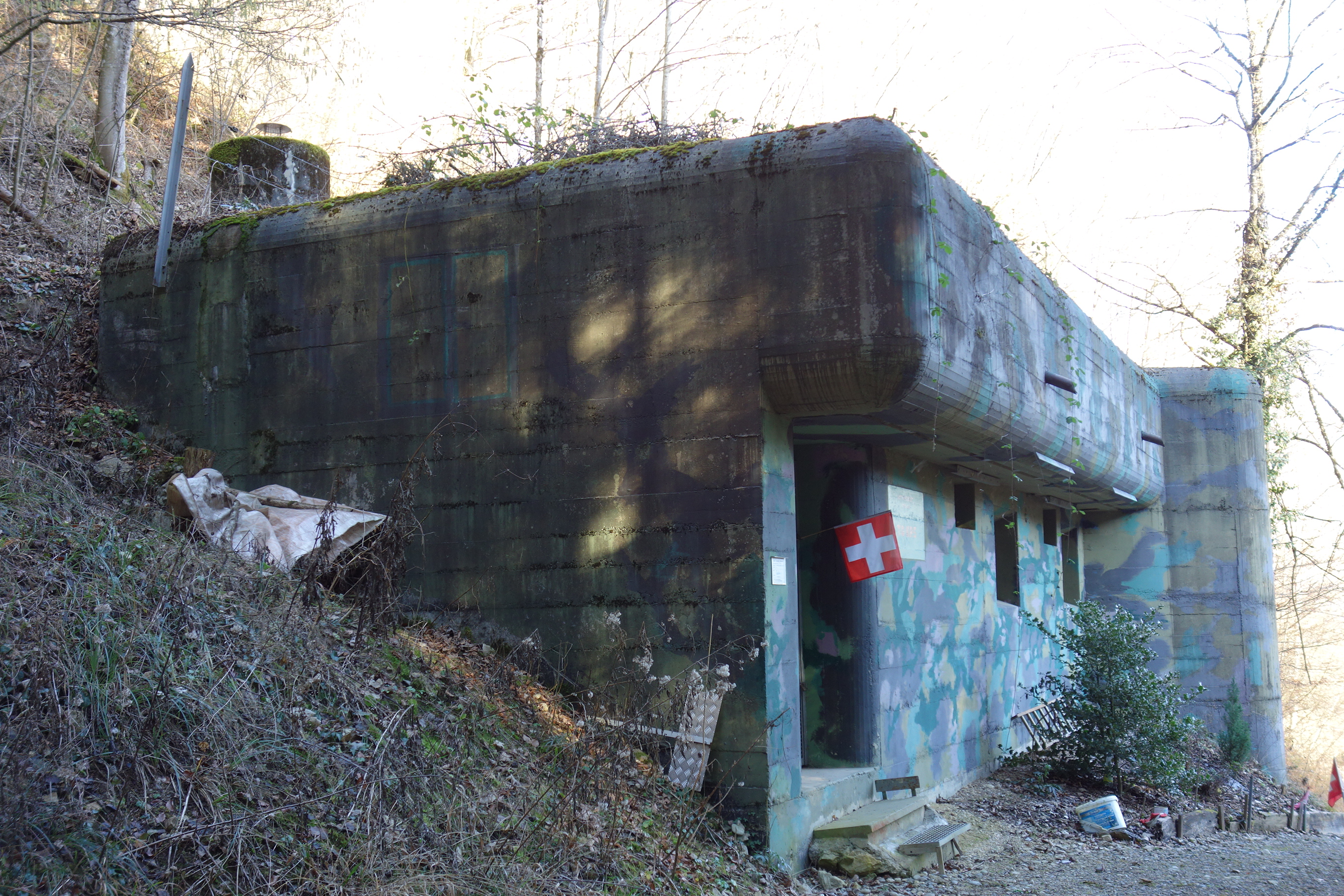
Uebermittlungszentrale Überthal-Rüedacher A 3868
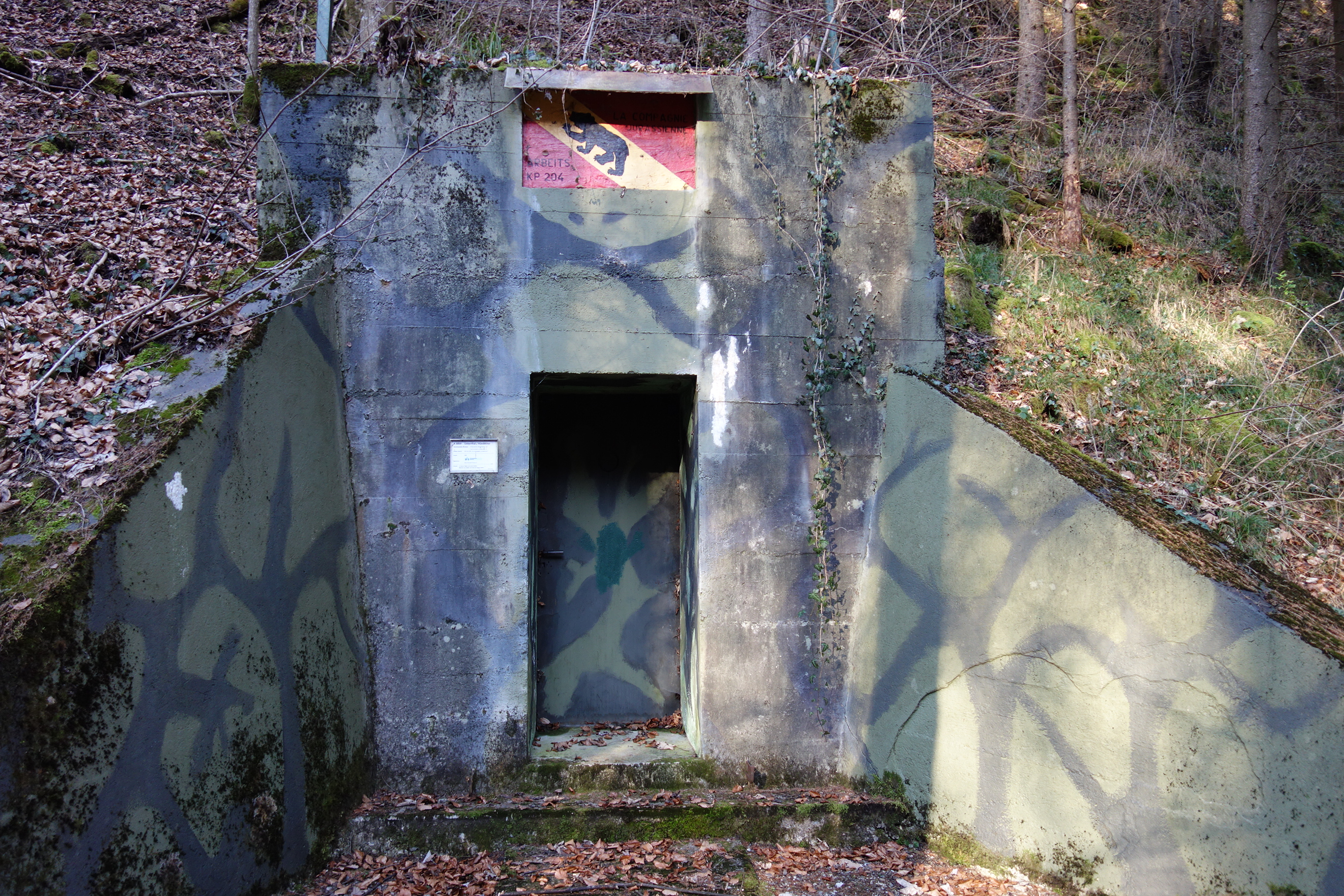
Kommandoposten Überthal-Riedacker A 3869

## Sperrstelle Stelli (Bözberg)
Die Sperrstelle Stelli bei Gallenkirch, Effingen, Unterbözberg und Villnachern besteht aus:
- Kommandoposten Kärliacker A 3923, Baujahr 1940 ⊙
- Infanteriewerk Stelli Mitte A 3924: 1 Pak 50/57, 1 Mg 51, 1 Lmg, 1940 durch Füs Bat 46 auf dem Gebiet der Gemeinde Effingen mit Posten für Aussenwache gebaut. ⊙[2]
- Artilleriebunker Stelli Nord A 3925, Artilleriestand (Splitterschutz) für mobiles Geschütz ohne Unterstand, mit restaurierter 8,4-cm-Feldkanone 1879 (1880) von Krupp auf Schwenkrahmen. 1939–41 als Normbau durch Baufirma auf dem Gebiet der Gemeinde Effingen an der damaligen Verbindungsstrasse Effingen–Unterbözberg–Sennhütten mit einem Solitär als Nahverteidigung erstellt. Der Zugang liegt am Hinterhang durch Treppen und einen Stollen. Dort befinden sich drei Seitenstollen, die zugeschüttet wurden. ⊙[2]
- Feldkanonenschild Stelli Süd A 3926, Artilleriestand (Splitterschutz) für mobiles Geschütz, 1941 durch Truppe erbaut (Gemeinde Effingen). ⊙[2]
- Atomschutzbunker ASU Stelli F 5635: Typ 6H als Truppenunterstand für 24 Personen. ⊙
- Infanteriebunker Huebel A 3928, 1940 durch Truppe erbaut (Gemeinde Bözberg). Wirkte flankierend auf den möglichen Durchbruch West-Ost via Bözbergstrasse.[2]⊙
- Infanteriebunker Spirfeld A 3929, 1940 durch Truppe erbaut (Gemeinde Bözberg). Wirkte flankierend auf den möglichen Durchbruch West-Ost via Bözbergstrasse.[2]⊙
- Bataillonssanitätshilfsstelle Birch A 3930, 1940 durch Baufirma erbaut, 1985 Umbau als Bataillonskommandoposten (Gemeinde Bözberg).⊙[2]
- Munitionsmagazin Felsenkeller A 3933, 1940 durch Stabstruppen Inf Rgt 24 erbaut (Gemeinde Villnachern).[2]
- Infanteriewerk Bözbergstrasse «Langebuen» A 3943, 1940/41 durch Truppe erbaut (Gemeinde Effingen), Pakbunker als Gegenwerk zu A 3924 Sicherung der Hauptstrasse Bözberg–Brugg gegen einen Vorstoss in den Raum Brugg (Wasserschloss). ⊙[2]
- Geländepanzerhindernis «Effingen-Altstalden» T 2094: 1940 durch Sappeur Kp II/5 und Füs Bat 46 erbaut. Betonfundament für Geländepanzerhindernis mit Löchern für Baumstämme wegen Eisenmangels (Gemeinde Effingen). ⊙[2]

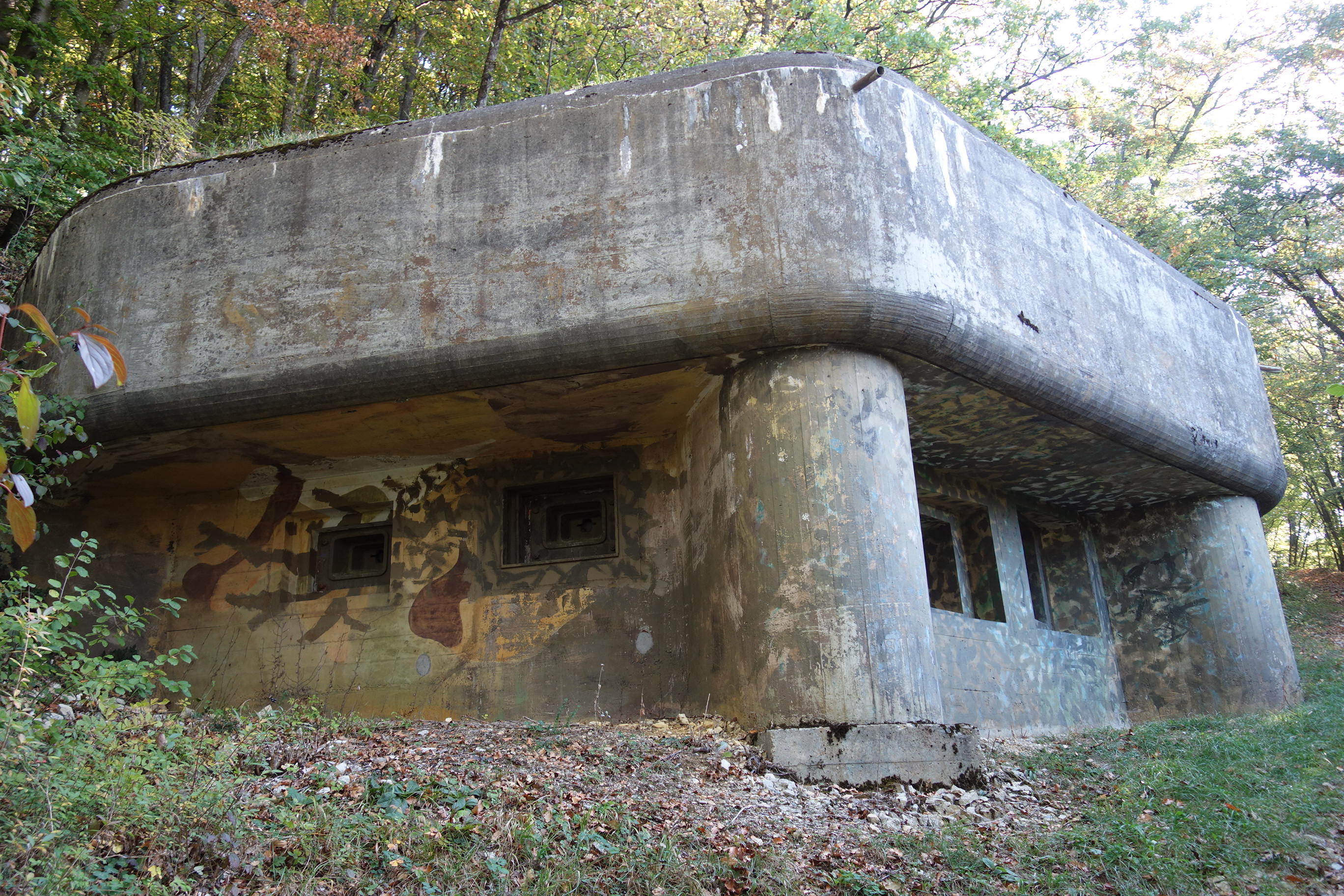
Infanteriewerk Stelli Mitte A 3924
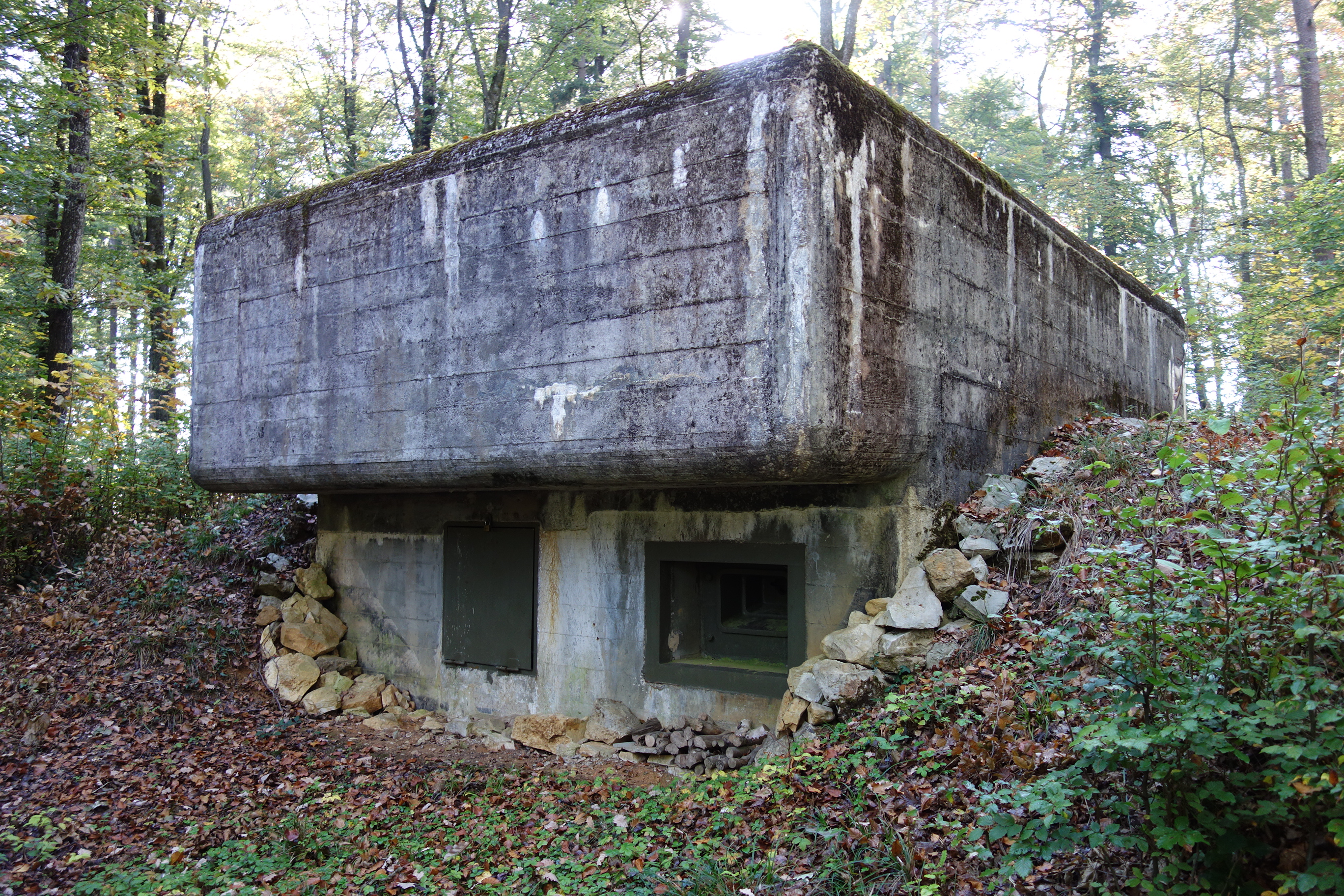
Artilleriebunker Stelli Nord A 3925
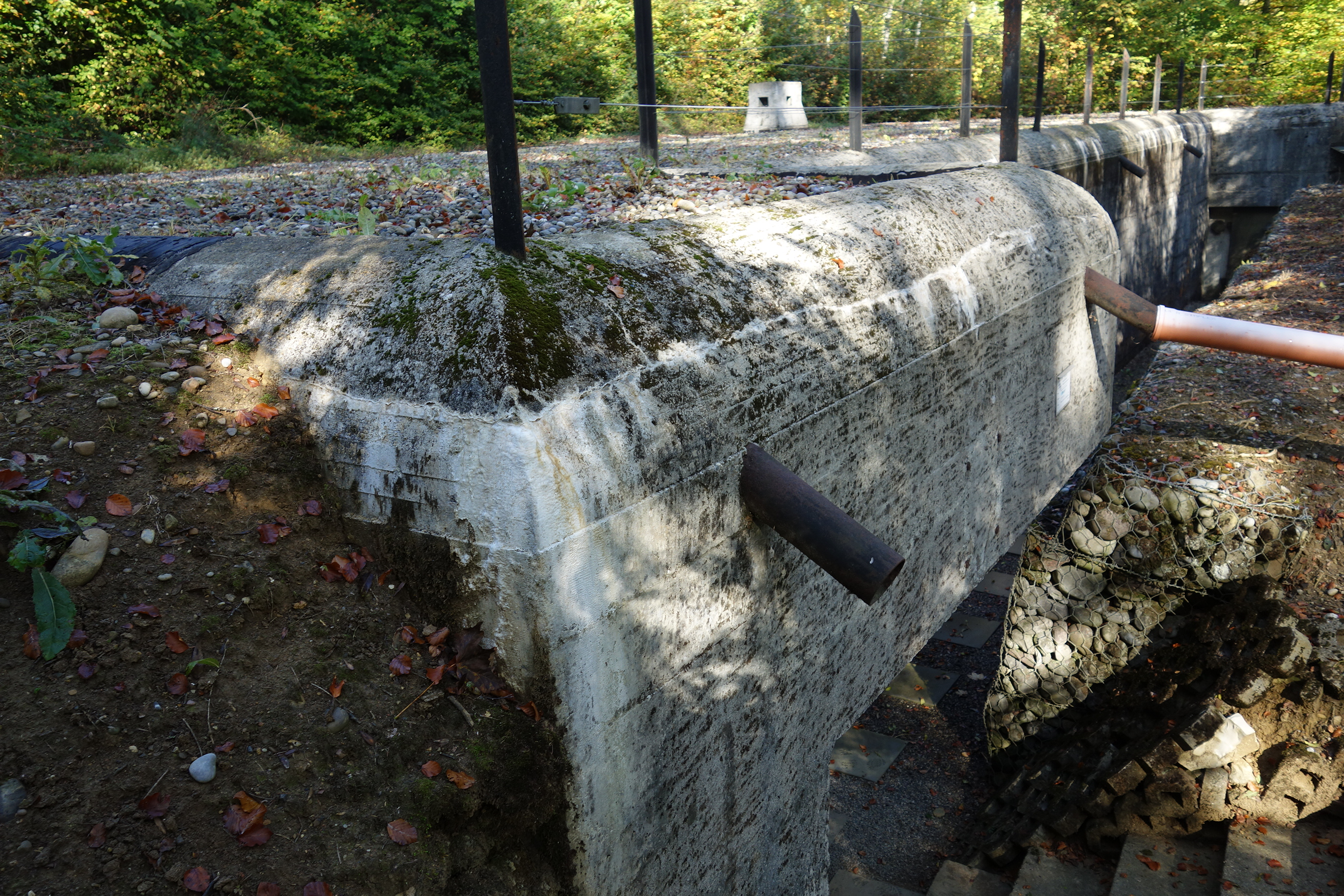
Bataillonssanitätshilfsstelle Birch A 3930
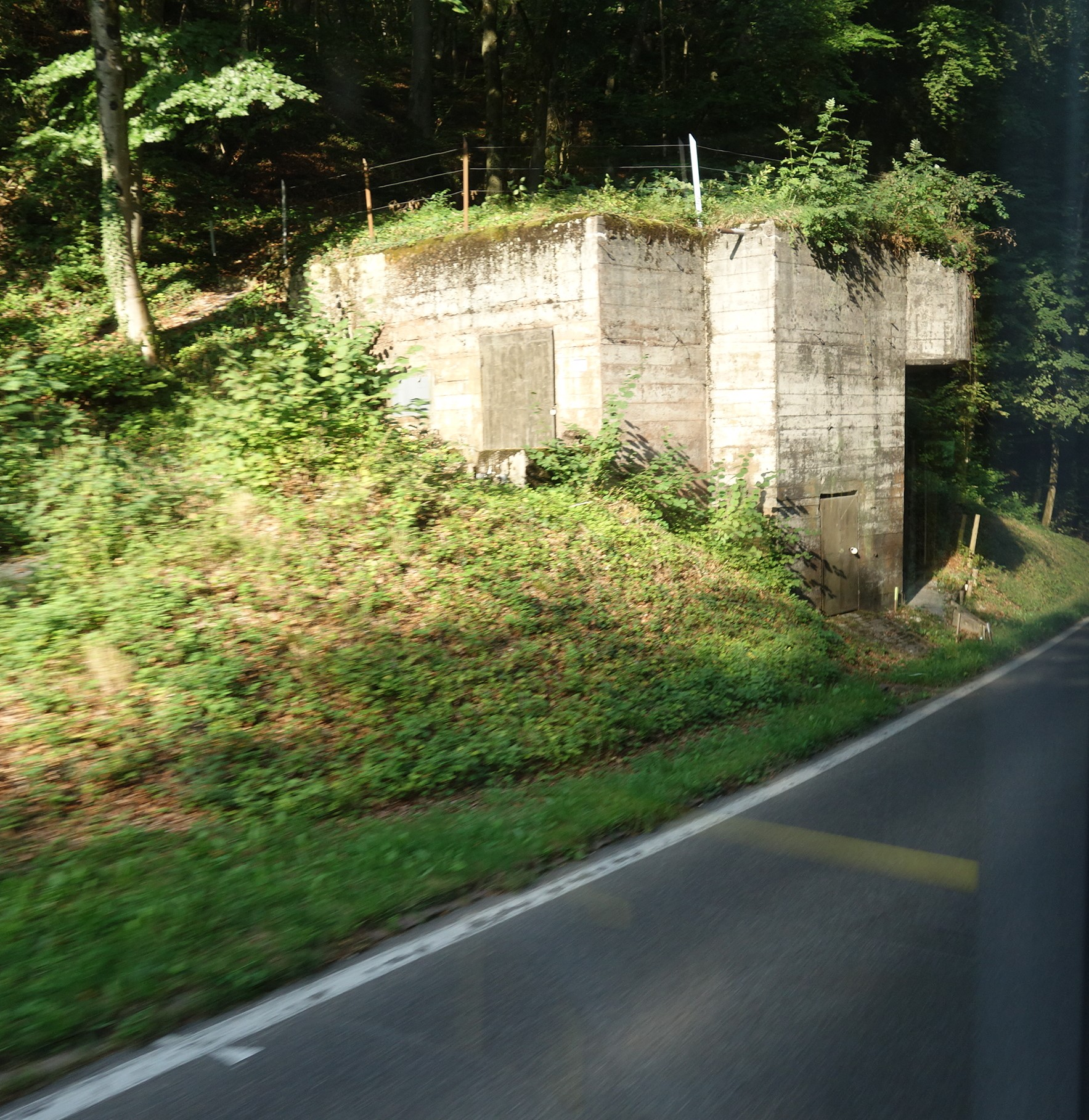
Infanteriebunker Bözbergstrasse A 3943
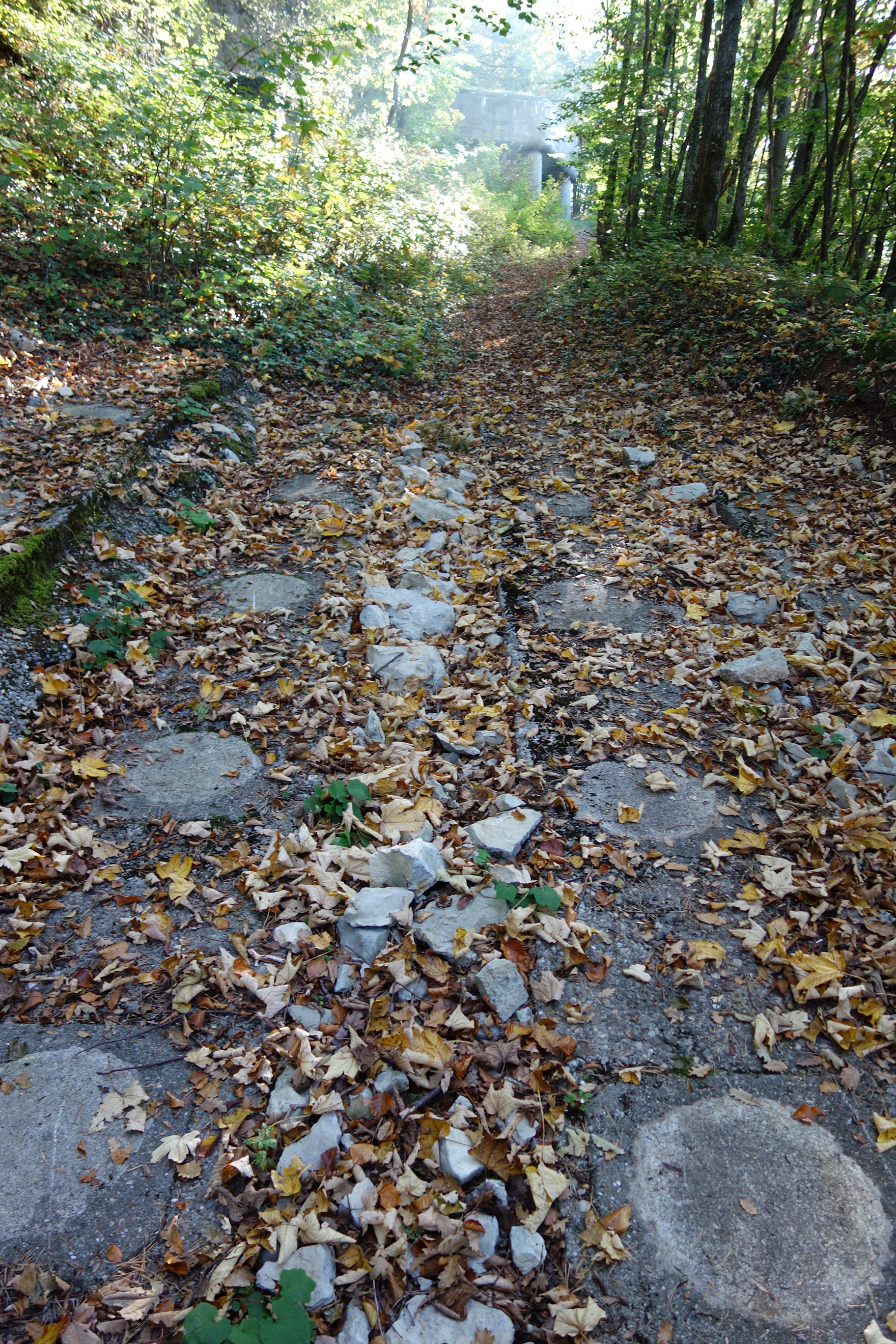
Geländepanzerhindernis «Effingen-Altstalden» T 2094

### Artilleriestellung Sagel A 3934
Die Schwere Motorkanonen-Abteilung 16 (zwei Batterien mit 10,5-cm-Kanonen 35, Bttr 132 und 133) baute im Frühling 1940 im Waldrand-Stellungen bei Ursprung/Bözberg offene Splitterschutzstellungen mit dem Leit- oder Arbeitsgeschütz A 3934 500 Meter von den Batterien entfernt. Die Abteilung wurde anschliessend ins Reduit zurückgenommen. Die Fussartillerie-Batterie 503 baute die Stellung der Bttr 133 im Frühling 1940/41 zu geschlossenen Splitterschutzunterständen um und montierte für die 12-cm-Radgürtelkanonen Pivots und Seitenrichtbogen. Die Geschütze wurden bis 1946 verwendet. Die Geschützstände 2, 3, 4 der Bttr 133 wurden 1993 abgebrochen, während das Leitgeschütz A 3934 Sagel vom Festungsmuseum Reuenthal übernommen wurde. Die Stellungen der Bttr 132 sind noch vorhanden.
- Artilleriebunker Sagel A 3934, Artilleriestand (Splitterschutz) für mobiles Geschütz (Arbeitsgeschütz Bttr 133), 1940 durch Truppe erbaut (Gemeinde Bözberg). ⊙[2]
- Artilleriestellung Löli A 3939, Batterie 132 ⊙
- Artilleriestellung Batterie 133 (Geschützstände 2, 3, 4 1993 abgebrochen) ⊙

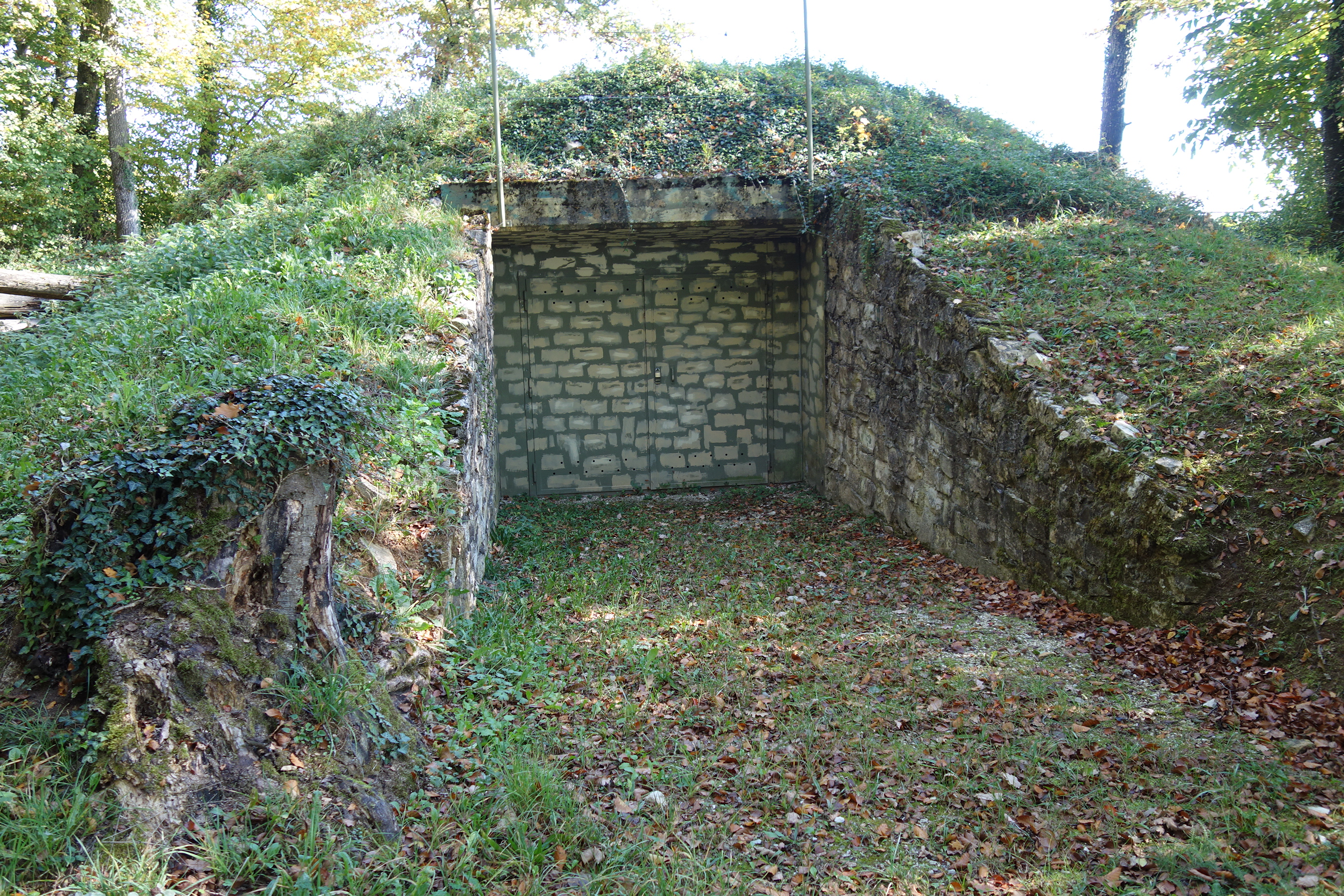
Artilleriestellung Sagel A 3934
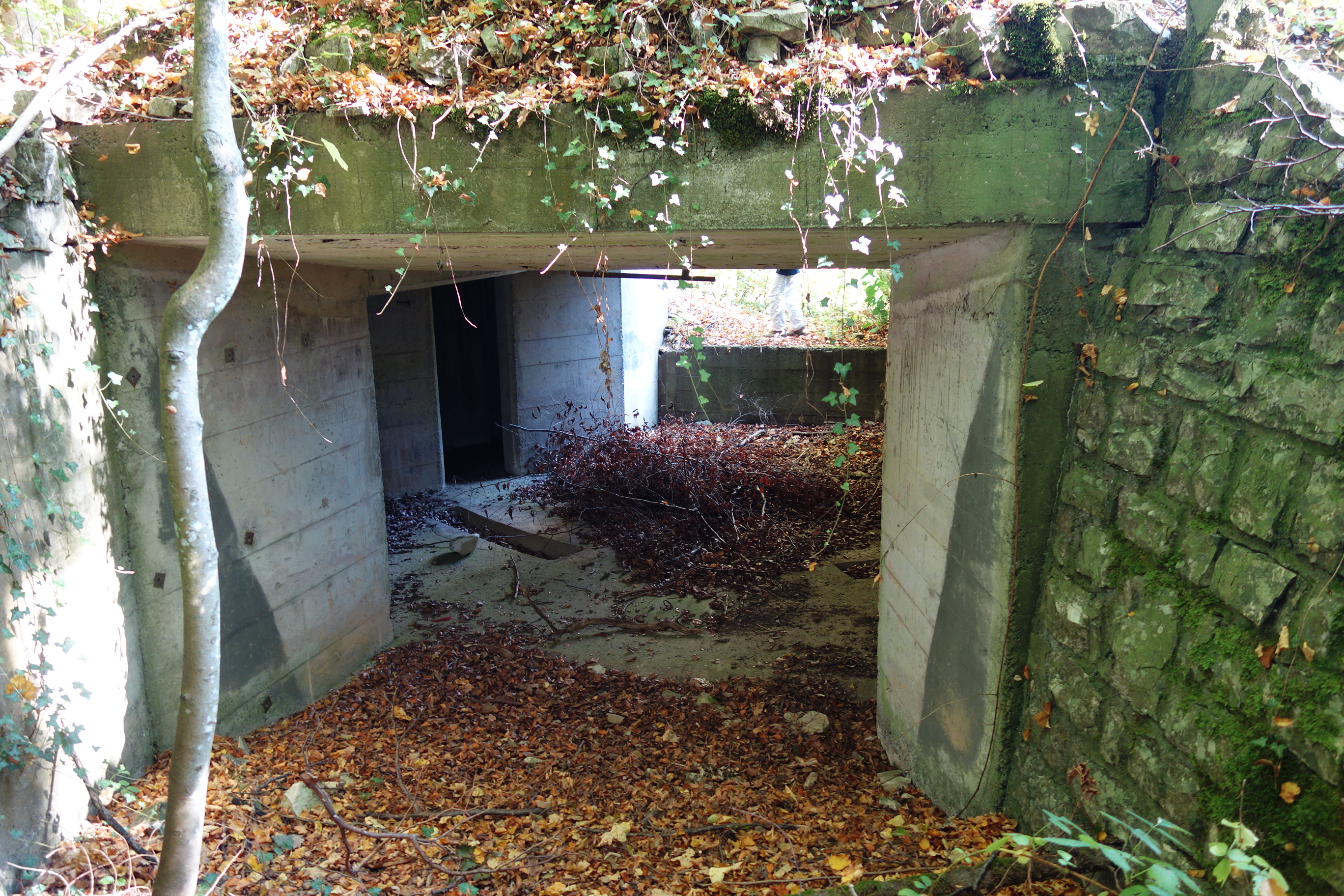
Artilleriestellung Löli A 3939

## Sperrstellen Sennweid und Letzi (Mönthal)
Die Sperrstelle Letzi bei Mönthal umfasst neben einem Tankhindernis zwei flankierende Infanteriebunker:
- Infanteriebunker «Sennweid-West» A 3919 Mönthal ⊙
- Infanteriebunker «Sennweid-Ost» A 3920 Mönthal ⊙
- Tankhindernis T 2091 ⊙
- Infanteriebunker «Letzi West» A 3921: zweistöckiges, betoniertes Infanteriewerk für 24-mm-Tankbüchse und 7,5-mm-Lmg 25, 1940/41 durch Truppe erbaut (Gemeinde Effingen), 6 Mann Besatzung. ⊙[2]
- Infanteriebunker «Letzi Ost» A 3922: zweistöckiges, sechseckiges Infanteriewerk mit treppenartig in der Höhe versetzten Scharten: 4,7-cm-Infanteriekanone und 7,5-mm-Mg 11, später umgerüstet mit 9-cm-Pak 50 auf Pivotlafette und 7,5-mm-Mg 51. 1940 durch Truppe erbaut (Gemeinde Bözberg), 12 Mann Besatzung. ⊙[2]
- Kompaniekommandoposten «Kärliacker» A 3923: mit Mannschaftsunterkunft, 1940 durch Füs Kp III/57 erbaut (Gemeinde Bözberg).[2][5]
- Artilleriebeobachter Cheisacher-Ost	⊙
- Artilleriebeobachter Cheisacher-West ⊙

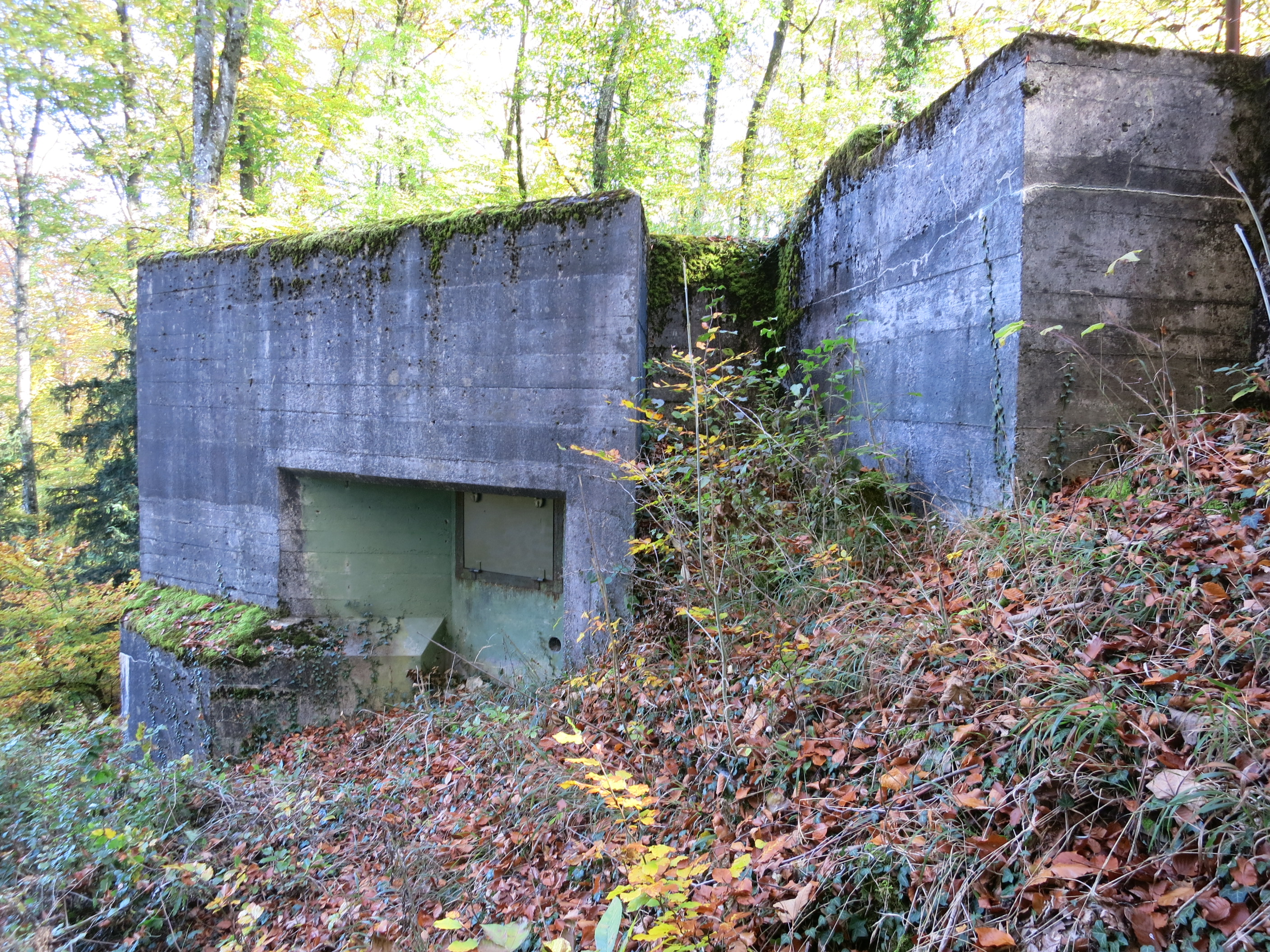
Sennweid-Ost A 3920
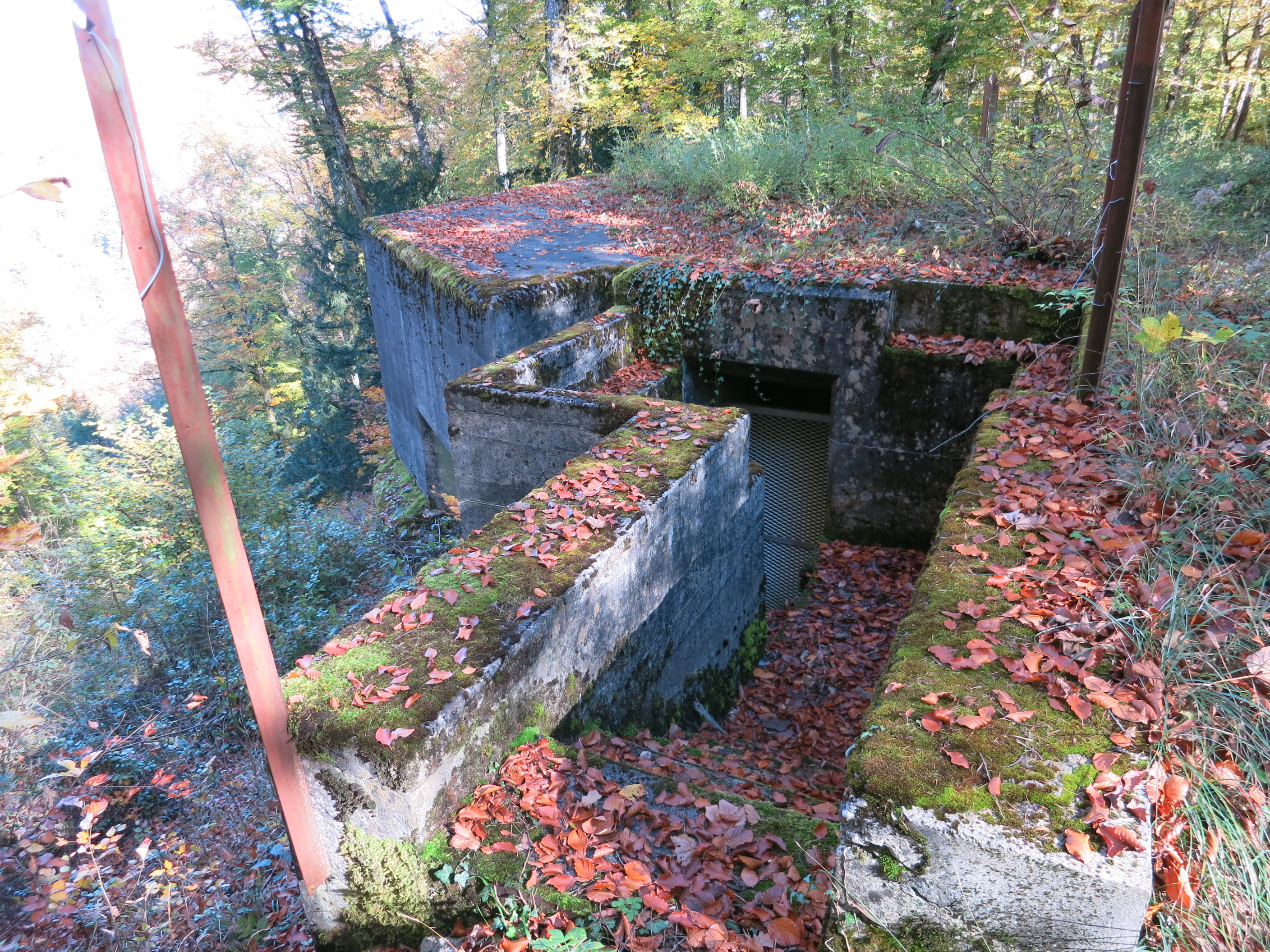
Sennweid-Ost Eingang
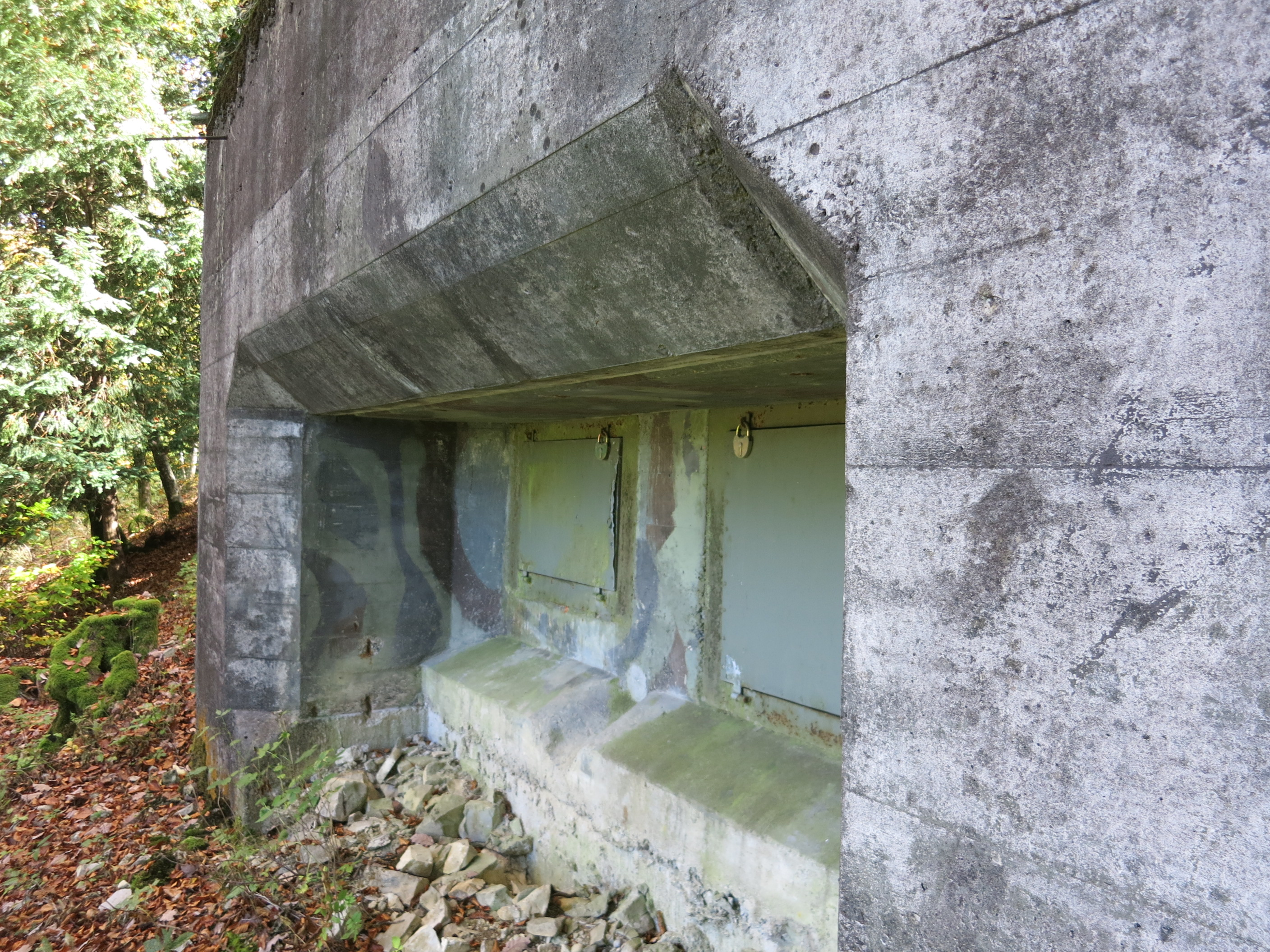
Sennweid-West A 3919

### Sanitätshilfsstelle Ampferenhöhe A 3908

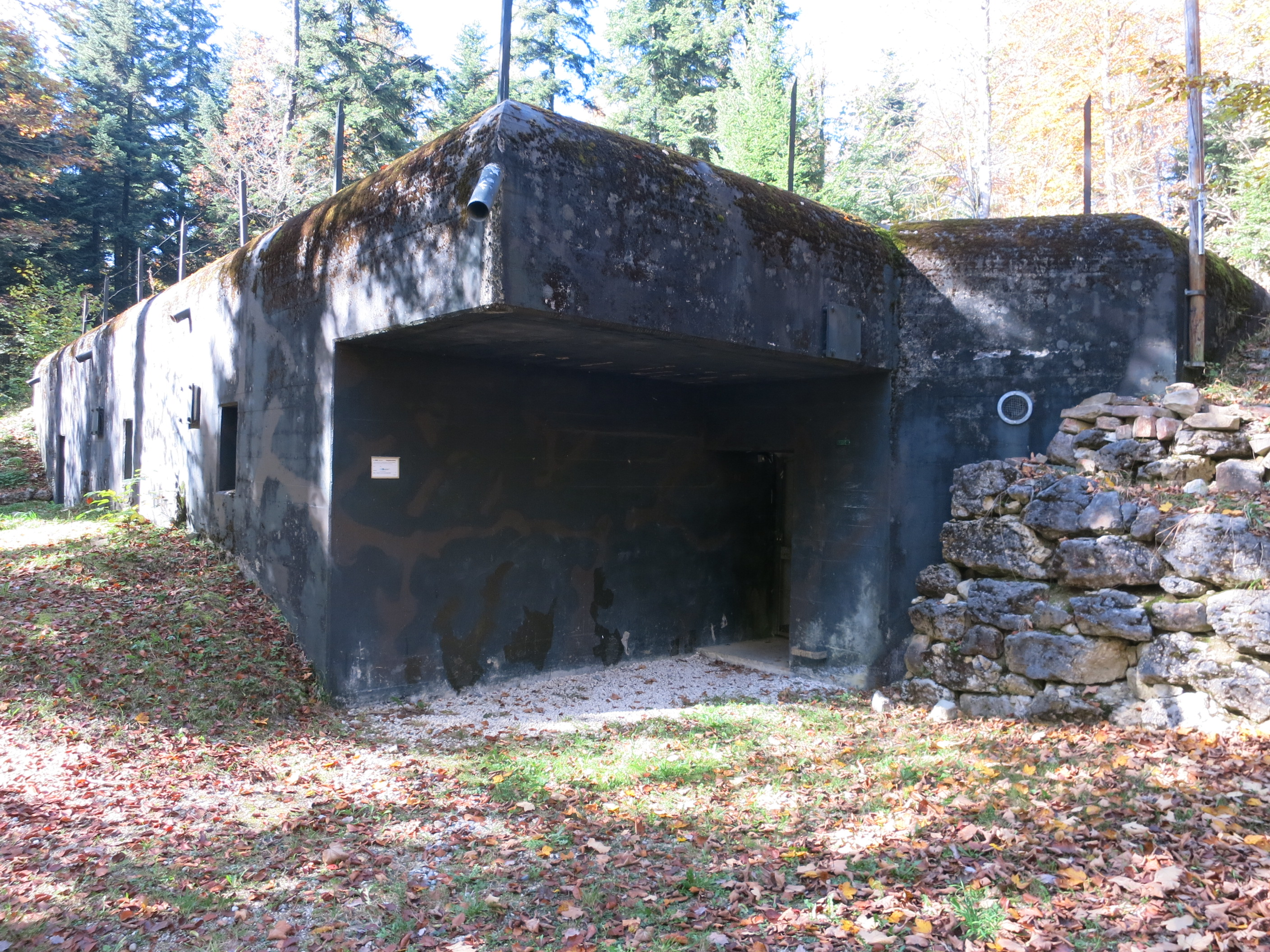
Sanitätshilfsstelle Ampferenhöhe A 3908

Die Sanitätshilfsstelle auf dem Gebiet der Gemeinde Mönthal wurde als eine von fünf derartigen Bunkern 1940 gebaut, später wurden drei davon als Minendepot und die Anlage Ampferenhöhe als Munitionsdepot für die Truppe umgenutzt. ⊙

### Kommandoposten Holzmatt F 5700
Die Führungsanlage «Holzmatt» F 5700 wurde als Kommandoposten für das Infanterieregiment 89 errichtet und nach ihrer Fertigstellung im Dezember 1988 dem Festungswachtkorps FWK übergeben. Die Anlage ist als Waldhütte getarnt. Zu diesem Kommandoposten gehören Übermittlungsanlagen für Funk und Richtstrahl. ⊙

## Verein Militär- und Festungsmuseum Full-Reuenthal (VMFM)
Durch private Initiative des Vereins Festungsmuseum Reuenthal wurden rund 30 Befestigungsbauten erworben, um sie zu erhalten und der Öffentlichkeit zugänglich zu machen.